# Data Terminal Equipment

Schemat wymiany danych cyfrowych pomiędzy dwoma urządzeniami typu DTE (np. pomiędzy dwoma komputerami) za pomocą dwóch modemów (DCE) i sieci telefonicznej

Data Terminal Equipment (DTE) – urządzenie końcowe.
Często urządzenie cyfrowe oraz współpracujący z nim konwerter są integrowane w jednej obudowie, z której wyprowadzone jest złącze łącza szeregowego o określonym standardzie do wykorzystywanego medium. Tego rodzaju urządzenie jest zwykle określane jako DTE, ponieważ przetwarza ono dane oraz stanowi źródło lub miejsce przeznaczenia danych.
Urządzenie komunikacyjne po stronie użytkownika, które jest odbiorcą lub nadawcą sygnałów w sieci komputerowej lub realizuje obie te funkcje. DTE do połączenia z siecią korzysta z urządzenia DCE.
DTE jest to zwykle terminal lub komputer. Ogólnie rzecz biorąc, DCE jest dostawcą usługi, natomiast DTE to podłączone urządzenie.
W systemach telekomunikacyjnych często urządzenia DTE wymieniają dane, wykorzystując w tym celu dodatkowe urządzenia pełniące rolę wtórnych konwerterów informacji, nazywanych DCE.